# آتسنتا د آلبایدا
آتسنتا د آلبایدا (به اسپانیایی: Atzeneta d'Albaida) یک شهرستان در اسپانیا است که در Vall d'Albaida واقع شده‌است.

## خصوصیات
آتسنتا د آلبایدا ۶٫۱۰ کیلومترمربع مساحت و ۱٬۲۸۰ نفر جمعیت دارد و ۴۵۰ متر بالاتر از سطح دریا واقع شده‌است.